# Metropolregion Jacksonville (Florida)
Die Metropolregion Jacksonville (engl.: Jacksonville metropolitan area) ist eine Metropolregion im Nordosten des US-Bundesstaates Florida. Sie stellt eine durch das Office of Management and Budget definierte Metropolitan Statistical Area (MSA) dar und umfasst die Countys Baker, Clay, Duval, Nassau und St. Johns. Den Mittelpunkt des Verdichtungsgebietes stellt die Stadt Jacksonville dar.
Zum Zeitpunkt der Volkszählung von 2020 hatte das Gebiet 1.605.848 Einwohner.
Des Weiteren wird die Region zusammen mit den µSAs Palatka und St. Marys zur CSA Jacksonville–St. Marys–Palatka zusammengefasst, die zusätzlich die Countys Putnam und Camden (Georgia) miteinbezieht. Sie zählte 2020 insgesamt 1.733.937 Einwohner.